# 柵原鉱山
柵原鉱山（やなはらこうざん）（英語；Yamhara Pyrite Mineは、岡山県久米郡柵原町（現・美咲町）にあった、黄鉄鉱を中心とした硫化鉄鉱を主に産出した鉱山である。岩手県の松尾鉱山とともに日本を代表する硫化鉄鉱の鉱山であった。

## 地質学的特徴
柵原鉱山は古生代ペルム紀中期に形成された、火山性の硫化物鉱床であると考えられている。同じ時期に中国地方各地で同様の鉱床が形成されたが、柵原鉱山の鉱床が最も規模が大きく総埋蔵量3700万トン以上と見積もられており、他の鉱床は小規模である。
柵原鉱山の鉱床は塊状ないしレンズ状をしており、舞鶴層の流紋岩質火山岩屑層内に分布している。鉱床としては吉井川沿いの柵原本鉱床とその周囲に複数の小鉱床がある。柵原本鉱床は黄鉄鉱を中心としており、黄銅鉱、閃亜鉛鉱が少量含まれる。また柵原鉱山周辺は白亜紀に花崗岩の貫入が起きたことによって接触変成作用を受けており、柵原本鉱床も変成作用を受けて黄鉄鉱の一部が磁硫鉄鉱となっている。そして柵原鉱山最深部に分布する深部鉱床は変成作用の影響が強く、多くの鉱石が磁硫鉄鉱や磁鉄鉱となっている。また柵原本鉱床の周囲に分布する小鉱床からは斑銅鉱、黄銅鉱なども産出した。

## 柵原鉱山の鉱床

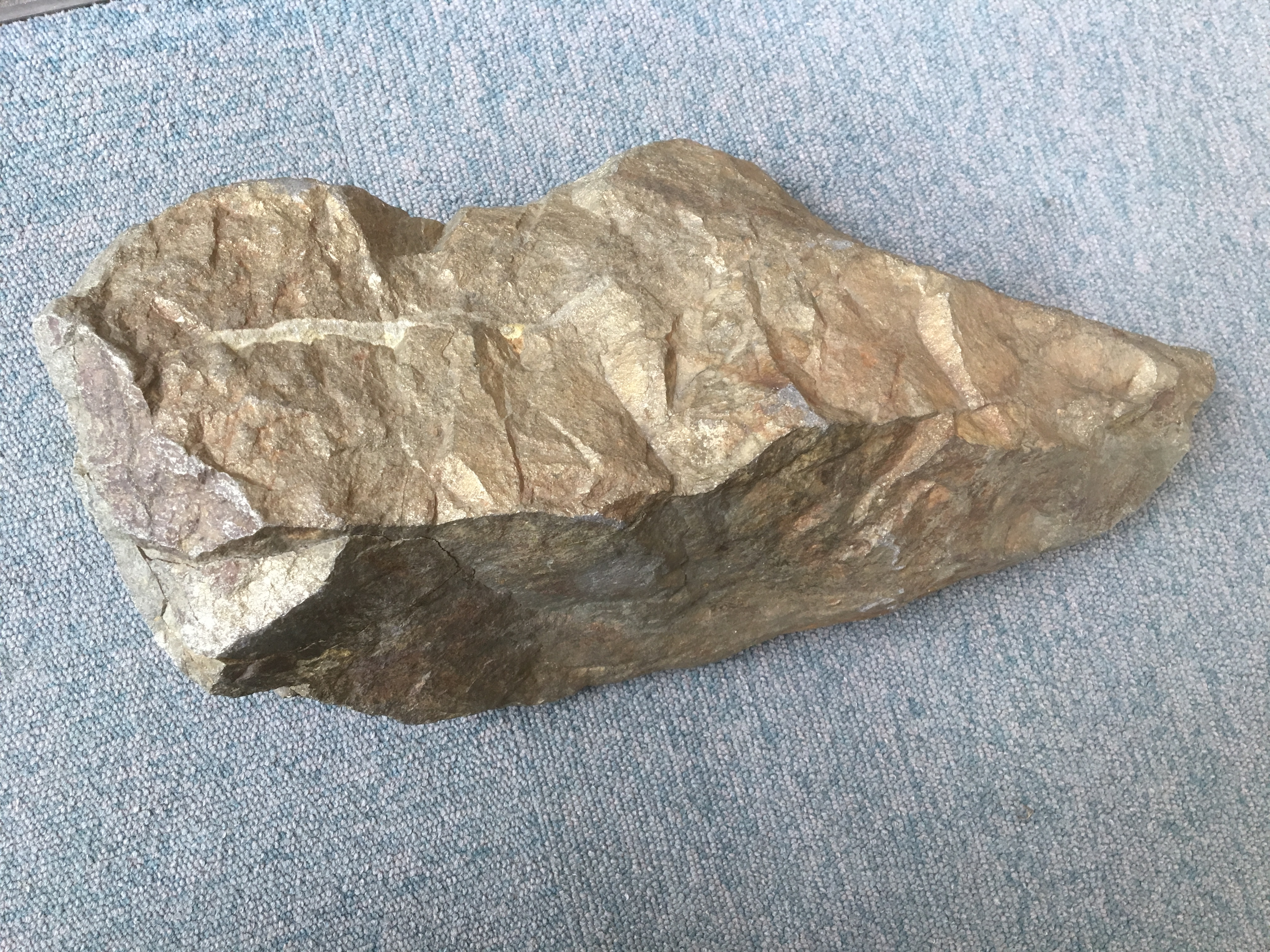
柵原鉱山の硫化鉄鉱

柵原鉱山の主要鉱床は、ほぼ吉井川沿いに分布する柵原本鉱床である。柵原本鉱床の最上部は柵原集落付近で地上に露出しており、地上付近の鉱床は酸化作用によって褐鉄鉱となっている。柵原本鉱床は柵原集落付近の露頭から南東方向に約10度の角度で地下に入り、地上に一番近い第一鉱体、続いて第二鉱体、第三鉱体、下部鉱体という4つの鉱体が連なっている。本鉱床の厚さは最大100メートル、幅400メートル、長さは4つの鉱体の合計で約2000メートルに達し、鉱石の埋蔵量は第一鉱体約540万トン、第二鉱体約310万トン、第三鉱体約780万トン、そして下部鉱体は約1890万トンという大きな鉱床であった。第一から第三鉱体は、標高99.5m（L-0）から海面下72.6m（L-10）に分布する。第一鉱体は山の中に存在するが、第二鉱体は吉井川と同レベルに位置し、第三鉱体は海面下の存在である。下部鉱体は第三鉱体に連なって深度を増し海面下237mから374mに存在する。一方下部鉱体の更に南側の深部には深部鉱床があり、海面下637mから918mに分布する。深部鉱床の鉱床は、厚みは他の鉱床と比べて薄いが、磁硫鉄鉱や磁鉄鉱が多く産出された。柵原本鉱床と深部鉱床の連なりから見て東側には高原、金堀、宝殿、休石、火の谷、西側には下谷、火田城、久木、下柵原という小鉱床が分布している。各小鉱床の主要鉱物はやはり黄鉄鉱を中心とした硫化鉄鉱であるが、西側の小鉱床と東側の火の谷鉱床は鉱石中の銅の含有量が高いという特徴があった。
柵原本鉱床は半岩盤が硬いため採掘が比較的容易であり、また産出される黄鉄鉱を中心とした硫化鉄鉱の品位が高く、鉱床内の夾雑物も少ないなど、極めて良好な鉱床であった。

## 鉱山の歴史

### 鉱山の発見と藤田組経営に至るまで
柵原鉱山は慶長年間に津山城を築城時、石材を集める際に褐鉄鉱の露頭を見つけたことが発見のきっかけと言われている。しかし江戸時代の間、地元では発見された褐鉄鉱のことを「焼石」と呼ぶのみで全く利用されることはなく、柵原鉱山の採掘が始まったのは明治時代になってからであった。
1882年、柵原本鉱体の隣にある下柵原鉱体に当たる場所で、硫化鉄鉱の採掘を開始したのが柵原鉱山の採掘の開始であった。しかし当時の硫化鉄鉱の用途としては塗料と緑礬の製造くらいしかなかったため、鉱山の経営は困難で鉱山の所有者は転々と変わった。そのような状況の中、1893年になって吉井川対岸の久木地区から銅を含有する硫化鉱の露頭が発見され、久木鉱山と名づけられ好成績を挙げた。この露頭は後に久木鉱床と呼ばれるようになる。また1890年代になると硫化鉄鉱も化学工業で多用される硫酸の原料として注目されるようになり、硫化鉄鉱の採掘もまた軌道に乗り出した。
1884年、柵原付近の地質調査を行った地質学者の巨智部忠承は、褐鉄鉱の露頭を発見して製鉄材料に有望と判断した。この露頭が柵原本鉱床の露頭にあたり、1900年から露天掘りで褐鉄鉱の採掘が開始され、八幡製鉄所に送られるようになった。1902年には八幡製鉄所の事業が一時的に縮小された影響で一時休山となるも、日露戦争の開戦に伴う鉄鋼増産のために再開され、1905年には鉱山の経営権は鳩山和夫ら3名の手に渡った。鳩山らの経営時代、柵原本鉱床から硫化鉄鉱が発見され、硫酸の需要増大のために一時的に盛んに採掘されたが、日露戦争終結後の不況のために硫化鉄鉱の採掘は中断され、坑内湧水の増大によって鉱山自体の経営が困難となってしまい、1907年には再び休山となってしまった。なお最初に開発された下柵原鉱床は下柵原鉱山と呼ばれ、久木鉱山とともに柵原鉱山の浮沈とは関係なく順調な経営を続けていた。
1912年、下柵原鉱山の経営者が柵原鉱山を買収し、下柵原鉱山と柵原鉱山は合併して柵原鉱山と呼ぶようになった。さっそく柵原本鉱床の再開発が開始されたが、鉱床が吉井川に近いこともあって湧水量が多く、開発は困難を極めた。
この頃、彦島、直島など、瀬戸内海沿岸の各地に古河鉱業や鈴木商店などが非鉄金属の精錬所建設を進めていて、精錬する鉱石を得るために財閥間で瀬戸内地方の鉱山の買収が盛んになった。そのような中、藤田組は柵原付近の鉱山に目をつけ、1915年には柵原鉱山以外の鉱山、鉱区の買収を行い、綿密な調査の結果有望との結論が出た上で1916年、柵原鉱山を買収した。

### 藤田組の柵原鉱山経営
藤田組は柵原一帯の鉱山・鉱区を買収後、一帯の鉱山・鉱区全てを柵原鉱山と改めて名づけ、本格経営に乗り出した。まずこれまで一定の採掘方針が立てられずに乱掘されていた柵原本鉱床坑内の整備と本鉱床の鉱床規模を確認するための探鉱を進めた。坑内の整備ではこれまで採掘後放置されていた空洞に充填を行い、坑道も整備されていった。そして鉱床の規模もほぼ把握し、坑内からの湧水の処理など、鉱山運営に必須の電力についても安定した電力の供給を受けられるように施設を整備していった。
そんな矢先の1918年7月、中国地方一帯に大豪雨が襲った。柵原鉱山ではかつての露天掘りの褐鉄鉱採掘跡が地すべりを起こし、土砂がすぐ側を流れている吉井川を閉塞して周囲一帯が冠水し、多くの犠牲者とともに柵原本鉱床の坑道全体も水没してしまった。柵原鉱山全体では久木鉱床の坑道は水没を免れたために豪雨後まもなく採掘を再開したが、本鉱床は坑内の排水作業が1919年2月までかかり、本格的操業再開は1920年になってしまった。水害の後遺症は大きく、鉱山周辺の多くの住民は恐怖心から柵原鉱山で働きたがらず、また鉱山労働者も雨が降ると欠勤する者が続出した。そこで豪雨で生産中断となる前から進めていた本鉱床内の坑道などの鉱山設備の一新化を推し進め、生産性と安全性を高めていくことになった。そのような中でこれまでの手掘りから削岩機の導入も進められていった。折りしも各種工業の発展は化学工業の原料としての硫酸の需要増大を招いており、硫酸の主要原料としての硫化鉄鉱の需要も増大しつつあった。藤田組は柵原鉱山の生産力強化に力を注いだ。
鉱山経営が順調になるにつれて問題となったのは鉱石の輸送問題である。それまで吉井川の川舟である高瀬舟に頼っていた鉱石の輸送では間に合わなくなって、柵原から索道によって矢田まで鉱石を輸送し、矢田から瀬戸内海の鉱石積み出し港である片上港まで鉄道を敷設することとなった。索道と片上鉄道は1923年には運転開始され、鉱石の輸送能力は高瀬舟利用時と比べて飛躍的に伸びた。
もともと鉱石の品位が高く埋蔵量が豊富な上に、鉱床が掘りやすくかつ夾雑物の少ないなど、他の鉱山と比べて競争力の高さが備わっていた柵原鉱山は、藤田組の本格的てこ入れによって大正時代末には日本を代表する硫化鉄鉱の鉱山へと成長を遂げた。
鉱山の発展に伴い鉱害も発生した。特に問題となったのは酸性度の高い坑内排水をそのまま吉井川に放流していたことにより、吉井川下流住民からの鉱害についての訴えが多発するようになった。そのため酸性度の高い坑内排水を石灰で中和させるための沈殿池などの整備が1924年から1925年にかけて進められた。
大正末期、セルロイドや硫安、そして特に化学繊維のレーヨンの材料として硫酸の需要は増大し続け、柵原鉱山の増産に拍車がかかった。そのような中、1926年にはこれまで主に採掘が行われていた第一鉱体の奥に第二鉱体が発見され、ますます柵原鉱山は発展を続けた。昭和初期、藤田組は所属する小坂鉱山が銅価格低迷のあおりを受けて不調であり、折からの昭和金融恐慌とそれに続く昭和恐慌の影響もあって日銀特融を受けるなど経営困難に陥っていたが、柵原鉱山は1928年、野口遵率いる日窒コンツェルンの水俣、延岡、そして朝鮮半島の興南の化学工場で使用する硫化鉄鉱として年15万トンという大量供給を行う契約を締結するなど順調に経営を進め、藤田組の経営を支えた。
日窒コンツェルンからの硫化鉄鉱の大量受注は、必然的に更なる増産の必要性を招いた。当時採掘の中心を担っていた第一鉱体と第二鉱体での採掘体制は増産に対応可能であると判断されたが、採掘された鉱石の選鉱と輸送全体にわたっての処理能力が著しく不足していることが判明した。日銀特融を受けている藤田組は基本的に新規事業の立ち上げは許可されなかったが、収益増が見込まれる柵原鉱山の新規事業は特別に許可が下り、まず坑内で採掘された鉱石の巻き上げ機と大規模な選鉱場の新設が行われた。そして柵原からの鉱石運搬については、建設費用が安い索道増設案も出されたが、結局矢田から柵原まで片上鉄道を延長することとなり、1929年に着工がなされ、1931年2月には開通して柵原から鉄道で鉱石の輸送が行われるようになった。鉱石の輸送手段の改良は、鉄道の延長に止まらず、積出港である片上港の近代化も図られた。片上港はこれまで水深が浅いため大型貨物船の着岸ができず、艀の利用も行われていたが、内務省によって地域産業の振興に重要な港と認められ、指定港として港湾近代化の国庫補助の対象となったこともあり、浚渫によって水深を深くするとともに鉱石の積み込みの機械化も行われた。このような増産体制の強化が行われている最中の1929年には、第二鉱体の奥に更に大規模な第三鉱体も発見され、1936年には硫化鉄鉱の年生産高は戦前最高の約50万トンに達した。

### 戦時下の柵原鉱山
硫化鉄鉱は成分である硫黄が主に肥料や繊維などといった化学工業の原料として用いられるため、軍需工業との関連性は比較的薄かった。そのため戦時下の国家統制下に入るのは他の金属類に比べて比較的遅く、1941年になってからのことであった。藤田組は重要軍事物資である銅の増産に努め、柵原鉱山でも含銅硫化鉱から少量の銅が生産されていたことから1943年には銅山にも指定され、1944年には鉄資源の不足からかつて採掘されていた褐鉄鉱の採掘も再開された。そのような中、藤田組の銅生産は低迷を続け、ついには1943年に藤田組の全株式は帝国鉱業開発に買収され、柵原鉱山も帝国鉱業開発の傘下に入った。
戦況の悪化に伴い柵原鉱山で働く熟練労働者の不足が顕著となり、労働力不足を補うために徴用工、朝鮮人や中国人の労務者、更には勤労動員された学生などといった不熟練労働者が大量に就労するようになった。人員ばかりではなく物資の不足も顕著で、そのような中で増産を厳しく求められた結果、計画性に欠けるその場しのぎの乱掘が横行する結果となった。そのため柵原鉱山では1944年後半頃からは生産力が低下し、また鉄道、船舶などの輸送力の低下も著しく、採掘された鉱石の輸送も困難となった。更には陸軍が柵原鉱山の硬い岩盤に注目して、宇治市にあった火薬工場の疎開先として、1945年5月から地下工場建設のための大規模な掘削工事を柵原鉱山に請け負わせた。地下工場の建設のために主に関西方面から多くの人員が徴用されてきたが、陸軍から請け負った仕事であることもあって、柵原鉱山としては仕事の納期を守るために鉱山で働く労働者も作業に駆り出されることになり、鉱山の生産力の低下に拍車がかかることになった。

### 同和鉱業時代の柵原鉱山
戦時中、硫化鉄鉱を使用していた化学工場の一部は火薬工場となっており、また戦災を受けた工場も多く、終戦後まもなくは硫化鉄鉱の需要は少なかった。また柵原鉱山自身も戦時中の無計画な乱掘によって坑内状態が悪化しているにもかかわらず、修理や設備の改善に必要な物資は極度に不足しており、また鉱山で働く多くの中国人、朝鮮人の労務者が帰国したために労働力不足も顕著であった。
そのような状況に追い討ちをかけたのが、西日本一帯に大きな被害をもたらした枕崎台風の襲来であった。1945年9月17日、枕崎台風による豪雨で吉井川が氾濫を起こし、柵原鉱山の坑道の多くが水没した。また片上鉄道の鉄橋も2ヵ所で流出してしまい、鉱石の輸送手段も大きな打撃を蒙った。
終戦後、柵原鉱山の経営体制も大きく変わった。帝国鉱業開発は解散となって1945年12月には同和鉱業が創立され、柵原鉱山は同和鉱業傘下の鉱山となった。しかし日銀特融の利子返済問題や集中排除法による規制などで同和鉱業の経営体制はなかなか安定しなかった。同和鉱業の経営体制が整うのは1949年になってからであった。
終戦後の混乱と枕崎台風の被害で痛手を蒙った柵原鉱山であったが、食糧不足が深刻化していた当時の日本では、食糧不足解消のために化学肥料の増産は急務であった。そのため化学肥料の原料となる硫化鉄鉱の増産が強く望まれるようになった。柵原鉱山ではまず水没した坑道の復旧に全力を挙げ、1946年3月に片上鉄道の鉄橋が復旧して運行が再開したのと同時に、柵原鉱山も採掘を再開した。坑内の復旧は物資と労働力不足のために難航したが、1946年後期にはほぼ復旧が終わった。そして1947年4月、政府は「硫化鉱の緊急増産」を閣議決定し、硫化鉄鉱を産出する鉱山には資金と物資を優先的に配分することが決定され、中でも柵原鉱山は松尾鉱山とともに最優先の鉱山とされた。
この年の12月11日、昭和天皇が鉱山に行幸（昭和天皇の戦後巡幸）。天皇は坑内電車で第一鉱体充填坑道に入り、地下1000mの切羽を訪れた。
もともと採掘条件が良い柵原鉱山は戦後の復興の結果、急速に生産力を回復させることに成功し、更なる増産が望まれるようになった。そこで増産のために坑内設備の近代化が進められたが、今度は硫化鉄鉱の埋蔵量の減少が問題になってきた。そのため探鉱を実施して新鉱脈の発見と開発に努めることになった。1950年以降進められた探鉱の結果、まず下柵原鉱床に埋蔵量約140万トンの有望な鉱床を発見するなどの成果を挙げたが、最大の発見は1951年の柵原本鉱床の下部鉱体の発見であった。下部鉱体は第三鉱体の奥にあって総埋蔵量は約1890万トンと、第一、第二、第三鉱体の合計埋蔵量を越える大鉱床であり、下部鉱体の発見によって柵原鉱山は更なる増産を達成することが可能になった。そして採掘された鉱石の有効利用を進めるため、これまでほとんど使い道がなかった磁硫鉄鉱の利用法や、硫黄分を除いた後の硫化鉄鉱や磁硫鉄鉱を良質な製鉄原料に加工する技術を開発し、副産物としての銅やコバルトの回収技術も開発して、柵原鉱山は1950年代から1960年代にかけて全盛期を迎えた。全盛期も下部鉱体の更に地中深部に深部鉱床を発見、開発したり、柵原本鉱床東部に銅の含有率が高い火の谷鉱床を発見、開発するなど、新たな鉱床開発も盛んに行われ続け、柵原鉱山の総生産量は1966年には80万トンを突破し、最高値を記録した。
また柵原鉱山の発展に伴い一体化が進んだ吉岡村、北和気村、南和気村、飯岡村の四ヵ村は1955年に合併することになった。柵原鉱山を中心として四ヵ村が合併して新町が誕生することになった経緯や柵原の名が全国的にも知名度が高いことなどから、新町名は柵原鉱山の名を取って柵原町とすることになった。

### 鉱山の閉山
1960年代、全盛期を迎えた柵原鉱山であったが、その衰えは急速であった。その最大の原因は石油精製時に水素化脱硫装置、硫黄回収装置を用いることによって副産物として生産される回収硫黄が急速に市場に出回るようになったためであった。また減反政策の影響で化学肥料の国内消費量が減少し、諸外国でも化学肥料の自給が進み輸出も減少するなどといった事態が重なり、1970年までは年産70万トン台を維持していた柵原鉱山の硫化鉄鉱生産量は激減して、1972年にはほぼ半分の36万トンにまで落ち込んだ。そして1970年代半ばには硫酸の原料としての硫化鉄鉱の利用がほぼ途絶え、松尾鉱山など他の硫化鉄鉱の鉱山が次々と閉山に追い込まれる中、柵原鉱山は酸化鉄、重量骨材や重量コンクリートの原料用の硫化鉄鉱を採掘する鉱山として生き残りを図ることになった。1978年には深部鉱床の採掘を中止し、柵原鉱山は最大の下部鉱体の採掘に集中することになり、採掘量を大幅に減らし、人員の削減など大規模な経営の合理化も断行した。
経営の縮小、合理化によって生き残りを図った柵原鉱山の息の根を止めたのが1985年以降の円高であった。円高の影響で輸入鉱石の価格が下落したため、国内鉱山の競争力は著しく低下し、柵原鉱山でも鉱石の販路の縮小を余儀なくされた。そして1991年3月、柵原鉱山は閉山となった。閉山までに硫化鉄鉱を中心として確認された埋蔵量の約7割にあたる2650万トンの鉱石が採掘され、まだ採掘が可能である鉱石を1000万トンを残した状態であったが、主要な鉱物である硫化鉄鉱の利用価値が低下したことと円高によって外国産の安価な鉱石によって販路を失ったことにより、閉山を余儀なくされた。坑道の最深部は地下1000mにおよび、坑道の総延長距離は1400kmに達していた。

## 片上鉄道について

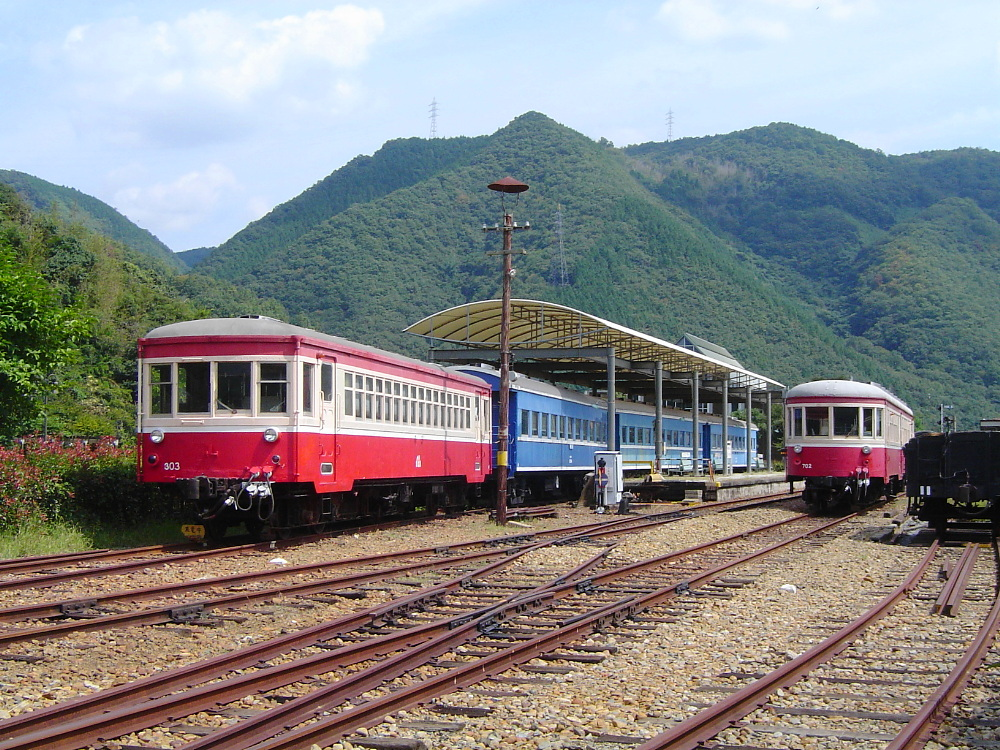
柵原ふれあい鉱山公園内に保存されている片上鉄道の車両

大正初期、藤田組が本格的に開発を始めた頃の柵原鉱山の鉱石輸送は、高瀬舟を利用して吉井川を下り、和気駅から山陽本線に積み替えるか、吉井川を河口まで下って児島湾の九蟠港から海上輸送する方法が取られていた。高瀬舟は会社所有のものと個人所有のものがあって、最盛期には100艘以上が利用された。しかし初夏から秋にかけて、吉井川の水は下流部で農業用水として大量に取水されるために水位が低下してしまい。和気の上流約6キロの天瀬付近より下流では、一年のうち約四分の一は高瀬舟での輸送はストップしてしまう状態であった。その上、高瀬舟での輸送は柵原から九蟠港までの往復に平均5日を要し、鉱石を俵に詰める作業が必要で労力もかかり、輸送費が生産費の半分以上を占める状態であった。
柵原鉱山の開発が進むにつれて、鉱石の輸送問題の解決は重要性を増した。そのためまず1919年7月には小坂鉄道の古くなったレールを利用した人車鉄道の建設が計画され、1920年9月には和気から天瀬間で完成して、吉井川の水位が低下して川舟での鉱石輸送が出来ない時期に輸送を担うことになった。しかしこれでは到底増大する輸送には対応できるとは考えられず、新たな対策が望まれるようになった。
そのような頃、地元の有力者によって片上港から和気を通り三石までの軽便鉄道敷設の動きが起こった。藤田組は鉄道敷設が鉱石輸送問題の解決に役立つと考えてこの計画に参画し、1919年11月27日、片上鉄道株式会社が設立された。1921年に建設を開始し、1923年1月に片上-和気間、そして8月には和気-矢田間が開通して、1923年5月に柵原鉱山から矢田まで開通していた鉱石運搬用の索道とともに鉱石運搬に利用されるようになって、柵原鉱山からの鉱石輸送力は増強された。
その後も硫酸需要の増大と有望鉱脈の相次ぐ発見、開発によって柵原鉱山の生産量は増え続け、1931年6月には矢田-柵原間の鉄道が完成して片上鉄道は片上-柵原間が全通した。その後1945年9月の枕崎台風による洪水によって、2ヵ所の鉄橋が流出するという大きな被害を受けたが1946年3月には復旧し、その後柵原鉱山の発展に伴い1960年代後半、柵原鉱山とともに片上鉄道も最盛期を迎えた。
しかし1970年代に入って柵原鉱山の生産量の激減に伴い貨物の取扱量が激減し、旅客輸送も乗用車の普及と柵原鉱山で働く労働者の減少に伴い減少の一途を辿った。1987年11月には柵原鉱山の鉱石輸送が安価なトラック輸送に全面的に転換された。地元住民の存続要望があったものの、経営困難により柵原鉱山の閉山と同じ年の1991年6月30日、廃止されることになった。

## 閉山後の柵原鉱山

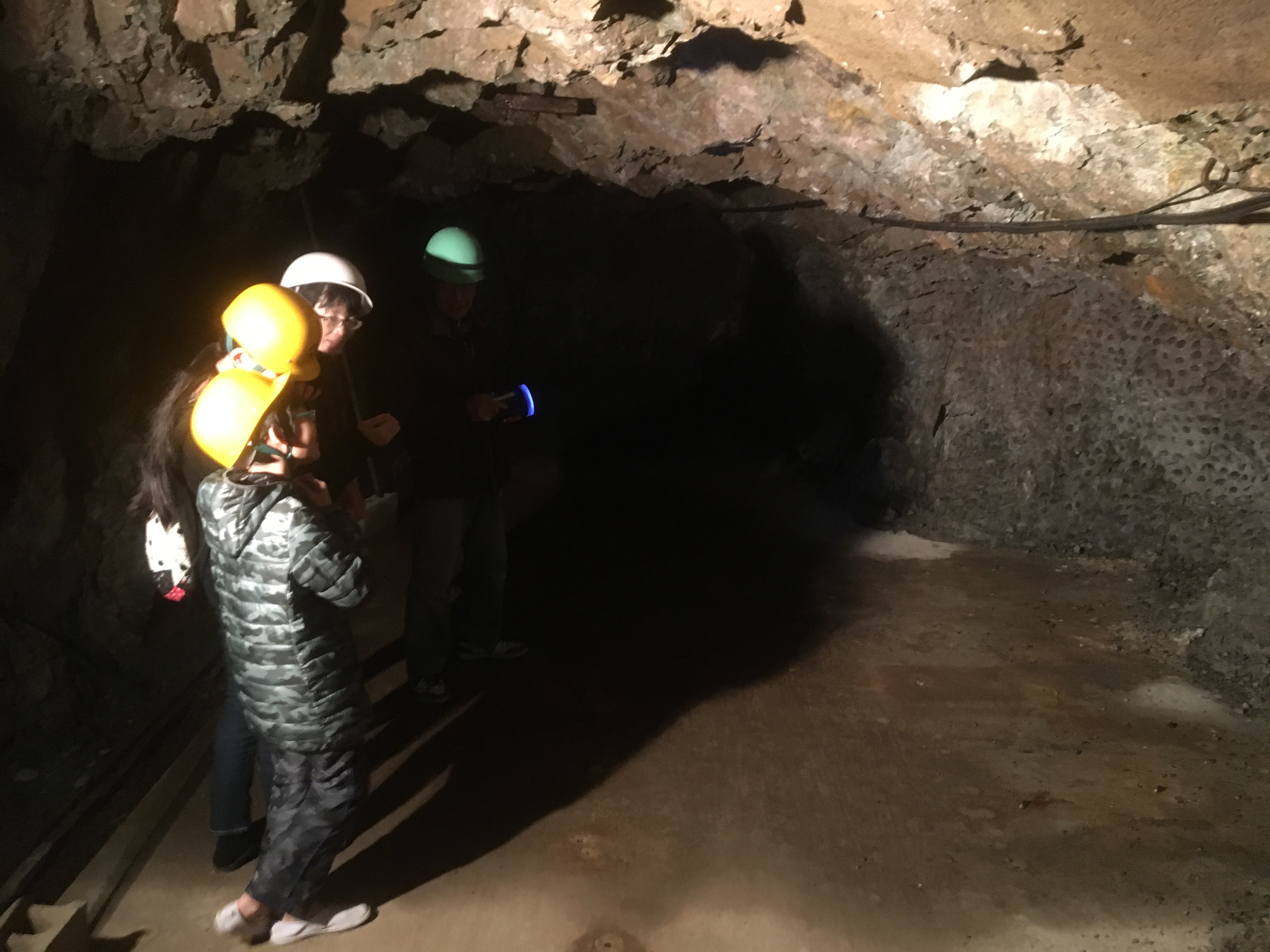
1番坑内部（閉山後）

閉山後、最上部の1番坑道以下は全て水没し、水面上に残る坑道は推定10km程度とされる。鉱山周辺には、フェライト素材製造のDOWAエフテックや産業廃棄物処理のエコシステム山陽などの同和鉱業関連会社が操業を続けている。

### 鉱水処理
坑道からでる酸性の排水を中和処理する事業が同和鉱業によって継続されている（柵原鉱山鉱水処理場）。処理施設で水から除去された鉄化合物を処理して製品化して出荷している。

### 坑道農業
平成元年（1998年）から国の補助金を受けた事業として、坑道を生かした町おこしの「坑道農業」が行われている。周辺地区は山間農業で農家の平均耕作面積も45aと狭く、他地区との差別化のために企画・立案された。坑道は温度15℃前後、湿度80-90％に保たれ、地元で醸造されたワインや清酒、味噌の熟成、根菜類や芋の保存、黄ニラや茸類の栽培などが行われている。水没せずに残っている最上部の1番坑道が利用されている。坑道農業に使用されている坑道は全長約700mの部分でA-Hの8区画に分けられ、下面がコンクリートで再整備されて照明器具が設置されている。試験的な栽培を経て1991年から本格的な栽培が開始された。黄ニラの栽培は、4-10月が路地で行われ、11-3月が坑道栽培となり、坑道を利用することで通年での出荷が可能になった。黄ニラは寒冷に弱く、坑道の冬場の暖かさが生かされた。坑道では2-3年育成した株を掘り上げてコンテナに入れて3週間育成する。2024年には同地区の25戸の生産農家のうち11戸が坑道と利用して黄ニラの栽培を行う。

### ハイポキマイン・走路・やなはら

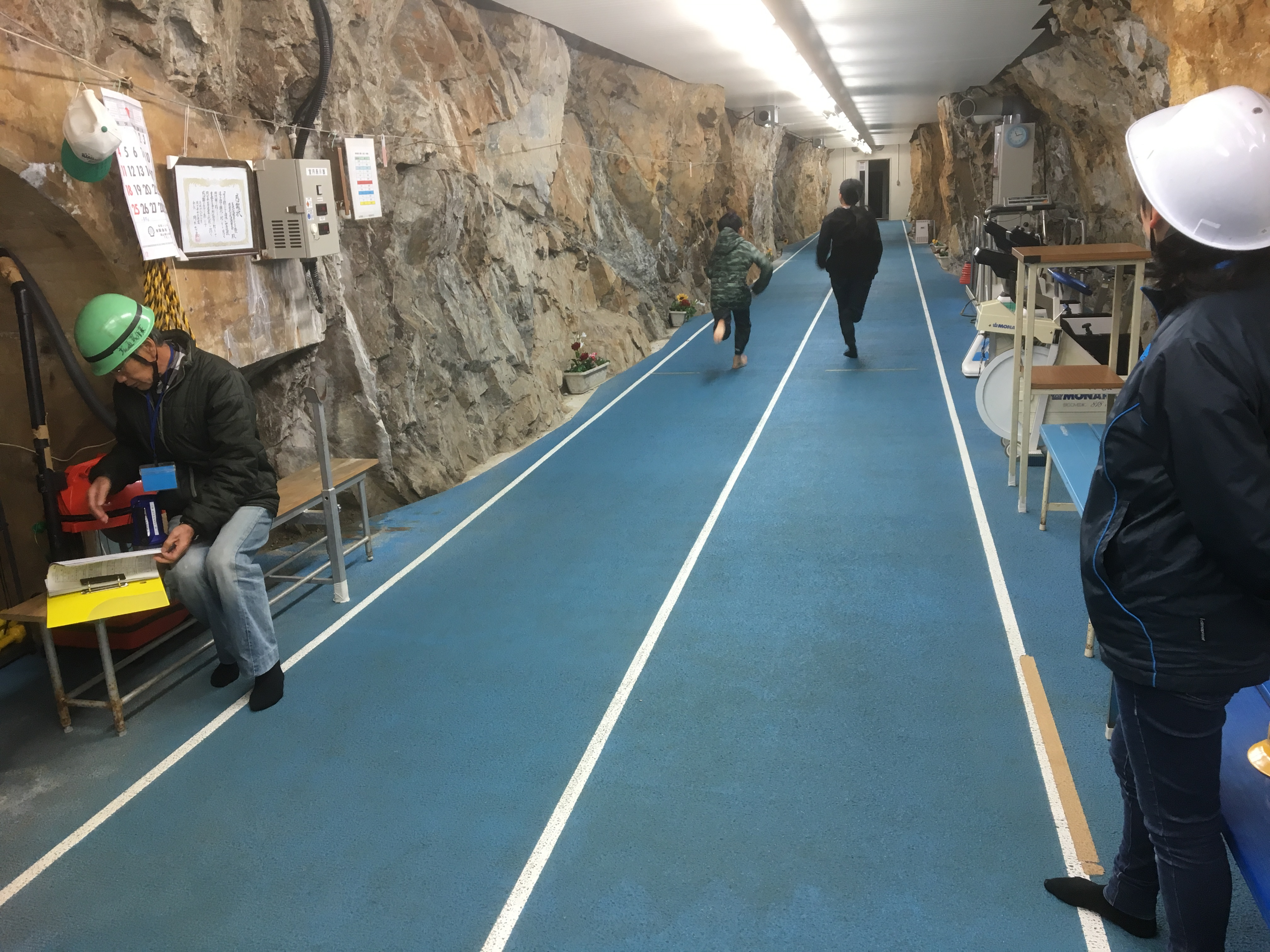
ハイポキマイン・走路・やなはら

トロッコの整備空間を転用した地下低酸素トレーニング施設「ハイポキマイン・走路・やなはら」が2002年10月に設けられている。酸素濃縮装置を逆に接続した脱酸素装置を使用して、トレーニングルーム内の酸素濃度を下げる構造になっている（気圧と湿度は調節できない）。酸素濃度の調節可能範囲は18.6％-13.6％（高度3500m相当）となっている。ハイポキマイン・走路・やなはらのコースは往復42.195mであるが、中央竪坑までの長大な坑道をそのまま使った距離500mの直線トレーニングコースも計画された。しかし、その後の補助金の縮小により500mの直線トレーニングコースの計画は破棄され実現しなかった。ハイポキマイン・走路・やなはらの施設は実験施設ではなく一般向けの練習施設であり、3時間3000円で借りる事が出来る（高校生半額）。有森裕子や、天満屋女子陸上部も利用した。

### 坑道見学会

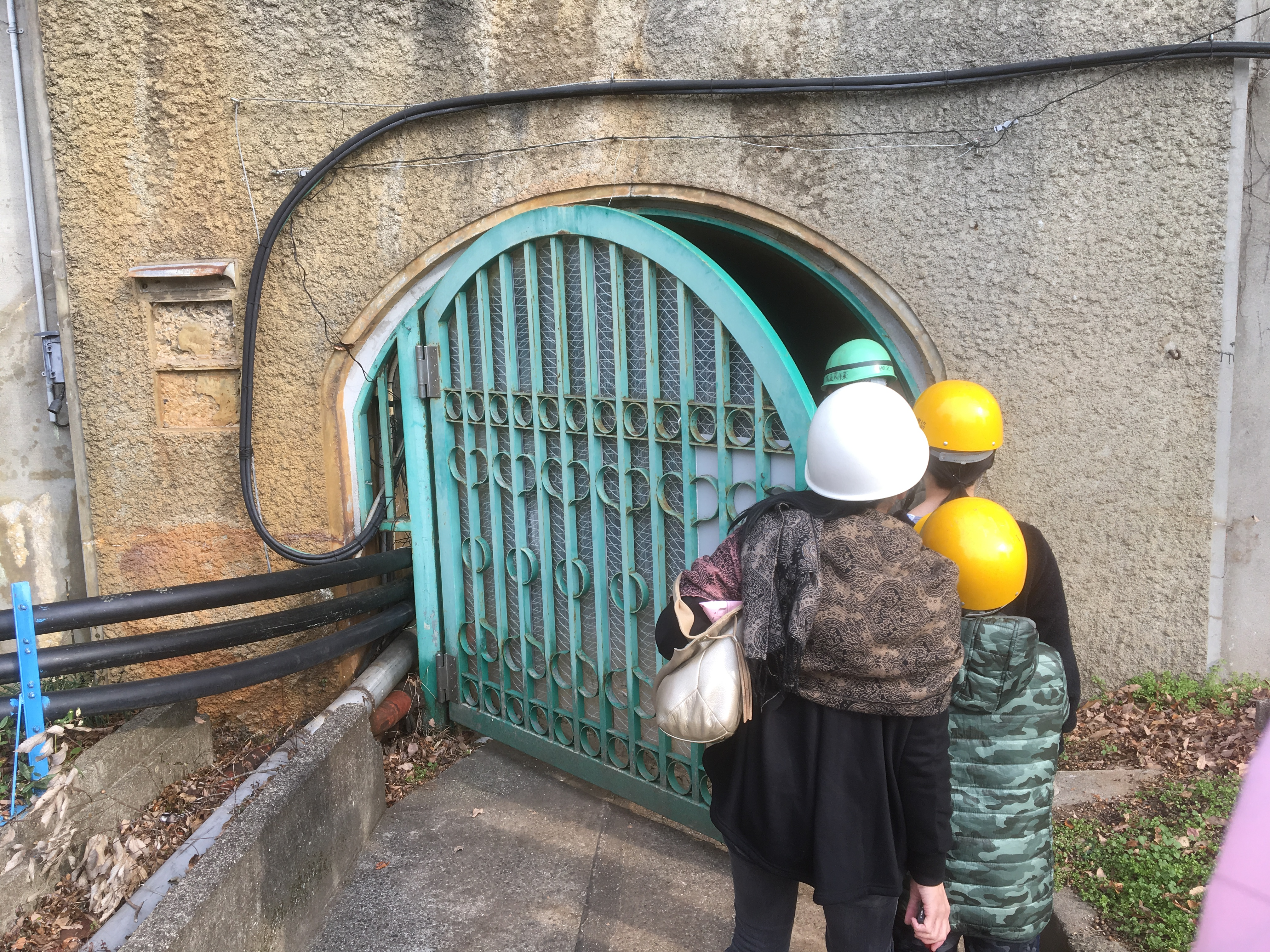
坑道農業の見学会（柵原坑口）

月1回、第一日曜日に柵原ふれあい鉱山公園を出発地点とした坑道見学会が美咲町農業公社によって開催されている。坑道見学会は、「坑道農業」と「地下トレーニング施設」を見学するコースで、全長700mの区画を1時間ほどかけて徒歩で移動する。見学できる範囲は同和鉱業より坑道農業のために寄与されている区画に限局され、その他の坑道は立ち入ることは出来ない。立坑もあるが、危険防止のためにコンクリートブロックで囲われて見学できない（以前は梯子を使用して立坑を登って見学していたが、梯子の劣化により中止となった）。この見学会が、唯一の柵原鉱山の現存する坑道に入れる機会であったが、2025年現在は中止されている。見学時間は90分、鉱山資料館窓口での受付で、バスで坑道近くまで移動してヘルメットと長靴を履いて入坑する形式であった。

## 柵原ふれあい鉱山公園

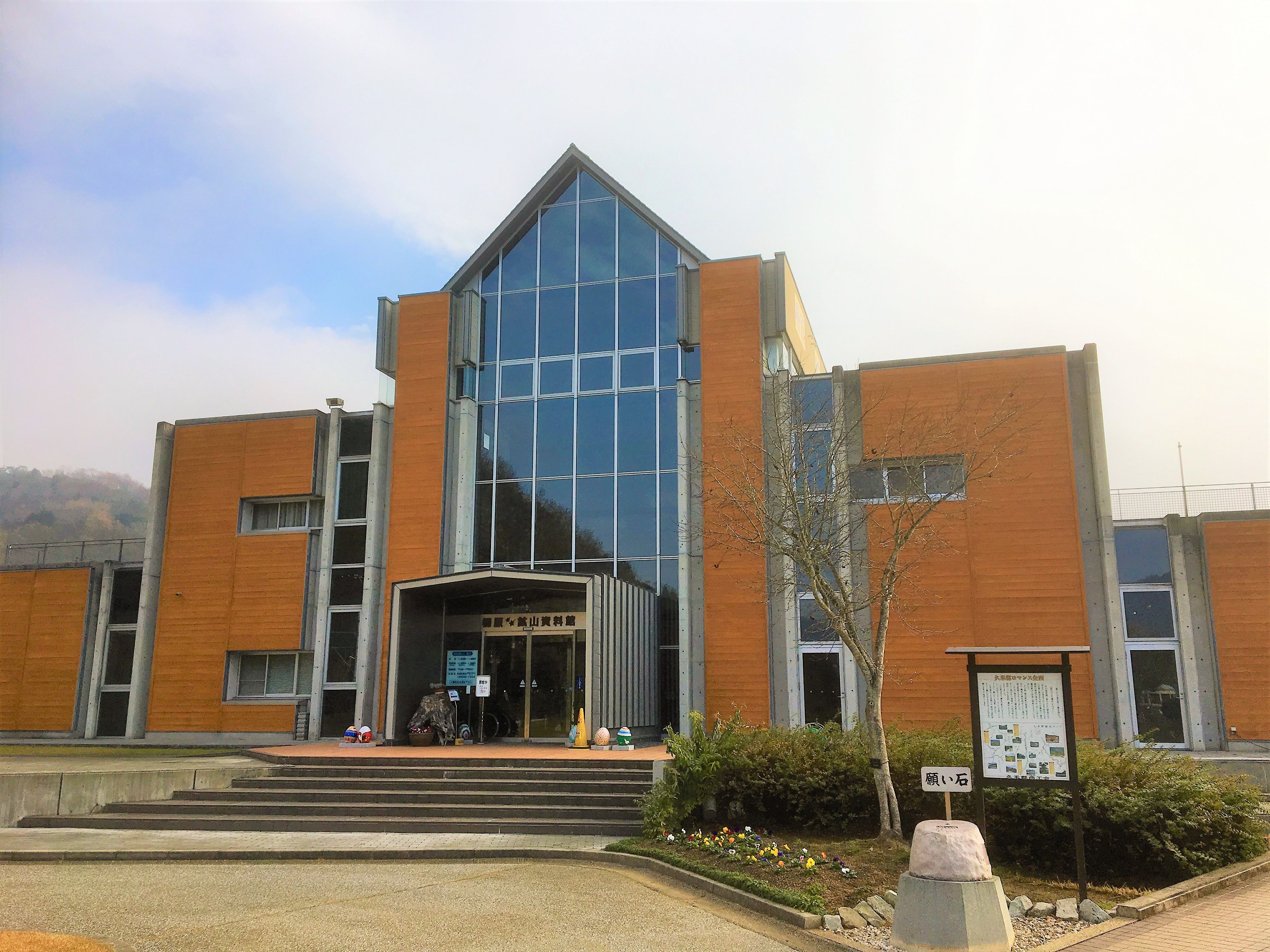
柵原鉱山資料館

片上鉄道の吉ヶ原駅と操車場跡を利用して造られた公園で、柵原鉱山の様子や鉱山町を再現した資料館があり、また片上鉄道の吉ヶ原駅の駅舎が保存されているとともに、片上鉄道の貨車や客車が動態保存されている。面積は約18,400平方メートル。駅舎は国登録有形文化財。1998年から展示運転を行っている。